# (998) Bodea
(998) Bodea est un astéroïde de la ceinture principale découvert le 6 août 1923 par l'astronome allemand Karl Reinmuth. Sa désignation provisoire était 1923 NU.